# Британська окупація Маніли
14°34′01″ пн. ш. 120°58′59″ сх. д. / 14.567° пн. ш. 120.983° сх. д.
Британська окупація Маніли була епізодом колоніальної історії Філіппін, коли Королівство Велика Британії займало іспанську колоніальну столицю Манілу та порт Кавіте протягом 20 місяців з 1762 по 1764 рік під час англо-іспанської війни. Є продовженням Семирічної війни між Великою Британією та Францією, в яку Іспанія вступила на стороні французів.

## Стислі відомості
Британці хотіли використовувати Манілу для торгівлі в регіоні, особливо з Китаєм. Опір тимчасового іспанського колоніального уряду, створеного членами королівської аудієнсії Маніли на чолі з лейтенантом-губернатором Сімоном де Анда-і-Салазаром та їх філіппінськими військами, заважав британським військам розширити контроль над філіппінською територією за межами сусідніх міст до Маніли та Кавіте.
6 січня 1762 року британський кабінет міністрів на чолі з прем'єр-міністром Джоном Стюартом погодився напасти на Гавану у Вест-Індії та затвердив схему полковника Вільяма Дрейпера для взяття Маніли зі своїми силами, які вже були в Ост-Індії.
24 вересня 1762 року британський флот із восьми лінійних кораблів, трьох фрегатів та чотирьох кораблів-носіїв із 6839 штатськими, моряками та морськими піхотинцями відплив у Манільську затоку з Мадраса. Експедиція, очолювана Вільямом Дрейпером та Самуелем Корнішем, захопила Манілу, найбільшу іспанську фортецю в західній частині Тихого океану.
2 листопада 1762 року Досонн Дрейк, чиновник Ост-Індської компанії, вступив на посаду губернатора Маніли. Йому допомагала рада з чотирьох осіб. Після кількох спроб Дрейк зрозумів, що не отримує стільки фінансових прибутків, скільки очікував, тому він сформував військову раду, яку назвав «Судом Шоттрі». Дрейк ув'язнював, за словами капітана Томаса Бекхауза, який засудив суд Дрейка як підставний. Британська експедиція була додатково винагороджена після захоплення іспанського корабля скарбів «Філіппіна», що перевозив американське срібло з Акапулько, і в бою біля Кавіте «Santísima Trinidad», який віз вантаж китайського фарфору.
Королівська аудієнсія Маніли організувала військову раду і направила ойдора Дона Симона де Анда-і-Салазара в провінційне місто Булакан, щоб організувати спротив британцям. Анда взяв із собою значну частину скарбниці та офіційних записів, відправившись із форту Сантьяго через потерну до човна на річці Пасіг, звідти до Булакана. Він переніс штаб-квартиру з Булакана в Баколор (Пампанга) для безпечності і отримав підтримку августинців.
Семирічна війна закінчилася підписанням Паризького договору 10 лютого 1763 року. На момент підписання не було відомо, що Маніла захоплена англійцями, тому вона підпадала під загальне положення — щоб всі інші землі, не передбачені іншим чином, повернути Іспанській короні. Дрейк виїхав з Маніли 29 березня 1764 року, і Манільська рада обрала Александера Далрімпла тимчасовим заступником губернатора. Англійці припинили окупацію, відпливши з Маніли та Кавіте на початку квітня 1764 року.